# Еразмус фон Хелмщат
Еразмус фон Хелмщат (на немски: Erasmus von Helmstatt; * ок. 1530; † 1584) е благородник от род Хелмщат в Крайхгау и Оденвалд. Резиденцията на фамилията е старият дворец в Некарбишофсхайм в Баден-Вюртемберг.
Той е син на Адам фон Хелмщат (ок. 1500 – 1572) и съпругата му Хелена фон Зекендорф († ок. 1548), дъщеря на Йоахим фон Зекендорф († сл. 1522) и Анна Маргарета (Маргрет) фон Венинген († 1571). Внук е на Ханс Млади фон Хелмщат (ок. 1470 – 1534) и Анна Байер фон Бопард (ок. 1478 – 1529). Правнук е на Конрад фон Хелмщат († сл. 1480) и втората му съпруга Агнес Екбрехт фон Дюркхайм. Потомък е на Дитер фон Хелмщат († сл. 1291), синът на Дитер фон Равенсбург († сл. 1234). Роднина е на Рабан фон Хелмщат († 1439), епископ на Шпайер (1396 – 1438) и архиепископ на Трир (1430 – 1439) и курфюрст на Свещената Римска империя.
Фамилията фон Хелмщат измира по мъжка линия през 1952 г.

## Фамилия
Еразмус фон Хелмщат се жени за Анна Агнес фон Венинген (* ок. 1543; † 1608), дъщеря на Еберхард фон Венинген († ок. 1573) и Магдалена Ландшад фон Щайнах († 1575 ). Те имат дъщеря:
- Анастасия фон Хелмщат (* 1579; † 13 декември 1614, Опенхайм), омъжена на 1 септември 1601 г. за Райнхард фон Геминген-Хорнберг „Учения“ (1576 – 1635)